# Kyle Kuzma
Kyle Alexander Kuzma (Flint, 24 de julho de 1995) é um jogador norte-americano de basquete profissional que atualmente joga pelo Milwaukee Bucks na National Basketball Association (NBA).
Ele jogou basquete universitário na Universidade de Utah e foi selecionado pelo Brooklyn Nets como a 27ª escolha geral no draft da NBA de 2017 mas foi negociado com o Los Angeles Lakers na noite do draft. Ele ganhou um título da NBA com os Lakers em 2020.

## Primeiros anos
Criado em Flint, Michigan, Kuzma é filho de Karri Kuzma, um campeão de arremesso de peso no ensino médio que frequentou a universidade com uma bolsa de estudos. Ele tem um meio-irmão mais novo chamado Andre e uma meia-irmã mais nova chamada Briana. Kuzma viu seu pai apenas uma vez quando criança, mas via o pai de seus meio-irmãos, Larry Smith, como uma figura paterna. Karri Kuzma e Smith colocaram uma tabela de basquete de brinquedo na sala de estar quando ele tinha apenas dois anos de idade, inflamando assim sua paixão pelo basquete.
Kuzma descreveu Flint como "um lugar realmente violento onde há muita tentação." No entanto, ele descreveu o basquete como seu ''porto seguro''. 
Kuzma estudou na Swartz Creek Community Schools e se transferiu para a Bentley High School onde teve médias de 17,9 pontos, 14,4 rebotes, 3,8 assistências e 3,4 bloqueios em seu terceiro ano. Kuzma enviou fitas de seus jogos para escolas preparatórias; Vin Sparacio, treinador da Rise Academy, na Filadélfia, viu um jogador bruto de 1,80m que tinha uma grande sensação para o jogo e imediatamente o trouxe. 
Como veterano do ensino médio na Rise Academy, Kuzma teve médias de 22 pontos e sete rebotes. Ele recebeu ofertas para jogar em universidades da Divisão I, incluindo Connecticut, Iowa State, Tennessee, Missouri, antes de decidir ir para a Universidade de Utah.

## Carreira universitária
Kuzma se matriculou na Universidade de Utah em 2013. Ele se tornou titular da equipe em seu segundo ano e teve média de 10,8 pontos. Em seu terceiro ano, ele teve médias de 16,4 pontos, 9,3 rebotes e 2,4 assistências, o que lhe rendeu uma chamada para a Primeira-Equipe da Pac-12.
Após a temporada, Kuzma decidiu entrar no draft da NBA de 2017. Ele se formou com um diploma em sociologia.

## Carreira profissional

### Los Angeles Lakers (2017–2021)
Kuzma foi selecionado pelo Brooklyn Nets como a 27ª escolha geral no draft da NBA de 2017. Ele foi negociado, junto com Brook Lopez, para o Los Angeles Lakers em troca de D'Angelo Russell e Timofey Mozgov. Em 3 de julho de 2017, ele assinou um contrato de 4 anos e US$8.6 milhões com os Lakers.
Durante os sete dos oito jogos que jogou pelos Lakers na Summer League de 2017, Kuzma liderou a equipe em pontos marcados e se tornou uma presença consistente durante o evento. Ele registrou médias de 21,9 pontos, 6,4 rebotes, 2,7 assistências, 1,4 bloqueios e 1,1 roubos e foi nomeado para a Segunda-Equipe da o torneio. Ele também foi nomeado o MVP da Final da Summer League depois de registrar um duplo-duplo de 30 pontos e 10 rebotes na vitória por 110-98 sobre o Portland Trail Blazers.

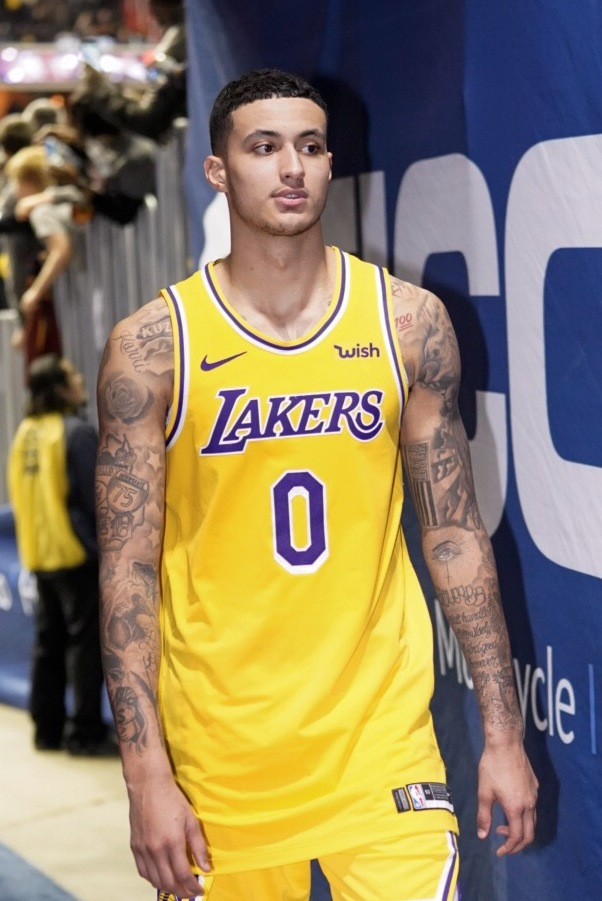
Kuzma na Capital One Arena em 2018

Em 3 de novembro de 2017, em seu primeiro jogo como titular, ele anotou seu primeiro duplo-duplo com 21 pontos e 13 rebotes, na vitória por 124-112 sobre o Brooklyn Nets. Em 17 de novembro, ele registrou outro duplo-duplo com 30 pontos e 10 rebotes na derrota por 122-113 para o Phoenix Suns.
Kuzma foi nomeado o Novato do Mês da Conferência Oeste para jogos jogados em outubro/novembro. Em 20 jogos, ele teve média de 16,7 pontos. Ele foi o primeiro novato da NBA a compilar pelo menos 330 pontos, 120 rebotes e 30 cestas de três pontos em seus primeiros 20 jogos.
Em 20 de dezembro, ele marcou 38 pontos na vitória por 122-116 sobre o Houston Rockets, encerrando a sequência de 14 vitórias dos Rockets. No jogo seguinte, ele teve 27 pontos em uma derrota de 113-106 contra o Golden State Warriors e se tornou o primeiro novato dos Lakers desde Jerry West em 1961 a ter marcado 25 ou mais pontos em três jogos seguidos.
Ele jogou no Rising Stars Challenge durante o All-Star Weekend de 2018 e foi nomeado para a Primeira-Equipe de Novatos da NBA no final da temporada.
Em 22 de outubro de 2018, Kuzma marcou 37 pontos contra o San Antonio Spurs em uma derrota por 143-142 na prorrogação. Em 9 de janeiro de 2019, ele marcou 41 pontos contra o Detroit Pistons em uma vitória por 113-100. Ele foi selecionado novamente para o Rising Stars e foi o MVP depois de marcar 35 pontos.
Em 10 de agosto de 2020, Kuzma marcou 25 pontos na vitória por 124-121 sobre o Denver Nuggets. Na pós-temporada, ele marcou 19 pontos no Jogo 3 das Finais da NBA. Os Lakers venceram a série por 4-2 e conquistaram o seu 17º título da NBA.
Em 21 de dezembro de 2020, Kuzma assinou uma prorrogação de contrato de três anos e US$ 39 milhões com os Lakers.

### Washington Wizards (2021–presente)
Em 6 de agosto de 2021, Kuzma foi negociado com o Washington Wizards como parte de um pacote para Russell Westbrook.
Em 10 de novembro de 2021, Kuzma fez quatro cestas de três pontos no quarto quarto de um jogo contra o Cleveland Cavaliers, incluindo duas nos 30 segundos finais para levar o Wizards a uma vitória por 97-94. Após o jogo, Kuzma assinou uma placa de fã dos Cavaliers que dizia "LeBron deve seu anel ao Kuzma"" Na coletiva de imprensa pós-jogo, Kuzma respondeu aos provocadores dizendo que "foi culpa deles" que ele fez os arremessos vencedores do jogo e disse que disse aos fãs "sem LeBron, Cleveland não seria uma merda". Em 10 de fevereiro de 2022, Kuzma registrou seu primeiro triplo-duplo com 15 pontos, 13 rebotes e 10 assistências na vitória por 113-112 contra o Brooklyn Nets. Em 25 de fevereiro, ele empatou seu recorde da temporada de 36 pontos, juntamente com oito rebotes, sete assistências e dois roubos de bola, em uma derrota de 157-153 na prorrogação dupla para o San Antonio Spurs.
Em 11 de janeiro de 2023, Kuzma marcou 21 pontos e fez uma cesta de três pontos para venceu o jogo em uma vitória de 100-97 sobre o Chicago Bulls. No jogo seguinte, ele marcou 40 pontos, seu recorde da temporada, juntamente com sete rebotes e sete assistências em uma derrota de 112-108 contra o New York Knicks.
Em 20 de junho de 2023, Kuzma recusou sua opção de renovação de contrato e optou por entrar na free agency; no entanto, em 30 de junho, ele assinou um contrato de quatro anos e US$ 102 milhões para permanecer com os Wizards.

## Vida pessoal
Kuzma está em um relacionamento com a modelo jamaicana-canadense Winnie Harlow desde 2020.
Em 2020, Kuzma conheceu o ex-diretor de desempenho do New York Knicks, Bar Malik, por meio de um parceiro comercial mútuo. Malik testou uma de suas fórmulas de bebida em Kuzma, que a bebeu durante as Finais da NBA de 2020. Depois, Kuzma e Malik decidiram se tornar parceiros comerciais e cofundaram a Drink Barcode, que produz a bebida Barcode.

## Estatísticas da carreira

### NBA

#### Temporada regular
| Ano      | Equipe      | PJ  | PT  | MPJ  | AP   | 3P   | LL   | RT  | AS  | BR | TO | PPJ  |
| -------- | ----------- | --- | --- | ---- | ---- | ---- | ---- | --- | --- | -- | -- | ---- |
| 2017–18  | L.A. Lakers | 77  | 37  | 31.2 | .450 | .366 | .707 | 6.3 | 1.8 | .6 | .4 | 16.1 |
| 2018–19  | L.A. Lakers | 70  | 68  | 33.1 | .456 | .303 | .752 | 5.5 | 2.5 | .6 | .4 | 18.7 |
| 2019–20  | L.A. Lakers | 61  | 9   | 25.0 | .436 | .316 | .735 | 4.5 | 1.3 | .5 | .4 | 12.8 |
| 2020–21  | L.A. Lakers | 68  | 32  | 28.7 | .443 | .361 | .691 | 6.1 | 1.9 | .5 | .6 | 12.9 |
| 2021–22  | Washington  | 66  | 66  | 33.4 | .452 | .341 | .712 | 8.5 | 3.5 | .6 | .9 | 17.1 |
| 2022–23  | Washington  | 64  | 64  | 35.0 | .448 | .333 | .730 | 7.2 | 3.7 | .6 | .5 | 21.2 |
| 2023–24  | Washington  | 70  | 70  | 32.6 | .463 | .336 | .775 | 6.6 | 4.2 | .5 | .7 | 22.2 |
| Carreira | Carreira    | 476 | 346 | 31.2 | .449 | .336 | .728 | 6.3 | 2.6 | .5 | .5 | 17.2 |

#### Play-In
| Ano  | Equipe      | PJ | PT | MPJ  | AP   | 3P   | LL | RT  | AS  | BR  | TO | PPJ |
| ---- | ----------- | -- | -- | ---- | ---- | ---- | -- | --- | --- | --- | -- | --- |
| 2021 | L.A. Lakers | 1  | 0  | 22.9 | .429 | .000 | –  | 6.0 | 4.0 | 2.0 | .0 | 6.0 |

#### Playoffs
| Ano      | Equipe      | PJ | PT | MPJ  | AP   | 3P   | LL   | RT  | AS  | BR | TO | PPJ  |
| -------- | ----------- | -- | -- | ---- | ---- | ---- | ---- | --- | --- | -- | -- | ---- |
| 2020     | L.A. Lakers | 21 | 0  | 23.0 | .430 | .313 | .784 | 3.1 | .8  | .3 | .3 | 10.0 |
| 2021     | L.A. Lakers | 6  | 0  | 21.5 | .292 | .174 | .667 | 3.8 | 1.2 | .3 | .2 | 6.3  |
| Carreira | Carreira    | 27 | 0  | 22.2 | .361 | .243 | .725 | 3.4 | 1.0 | .3 | .2 | 8.1  |

### Universitário
| Ano      | Equipe   | PJ | PT | MPJ  | AP   | 3P   | LL   | RT  | AS  | BR | TO | PPJ  |
| -------- | -------- | -- | -- | ---- | ---- | ---- | ---- | --- | --- | -- | -- | ---- |
| 2014–15  | Utah     | 31 | 0  | 8.1  | .456 | .324 | .556 | 1.8 | .6  | .0 | .2 | 3.3  |
| 2015–16  | Utah     | 36 | 35 | 24.1 | .522 | .255 | .611 | 5.7 | 1.4 | .3 | .4 | 10.8 |
| 2016–17  | Utah     | 29 | 29 | 30.8 | .504 | .321 | .669 | 9.3 | 2.4 | .6 | .5 | 16.4 |
| Carreira | Carreira | 96 | 64 | 21.0 | .494 | .300 | .612 | 5.6 | 1.4 | .3 | .3 | 10.1 |

Fonte: